# Alofita

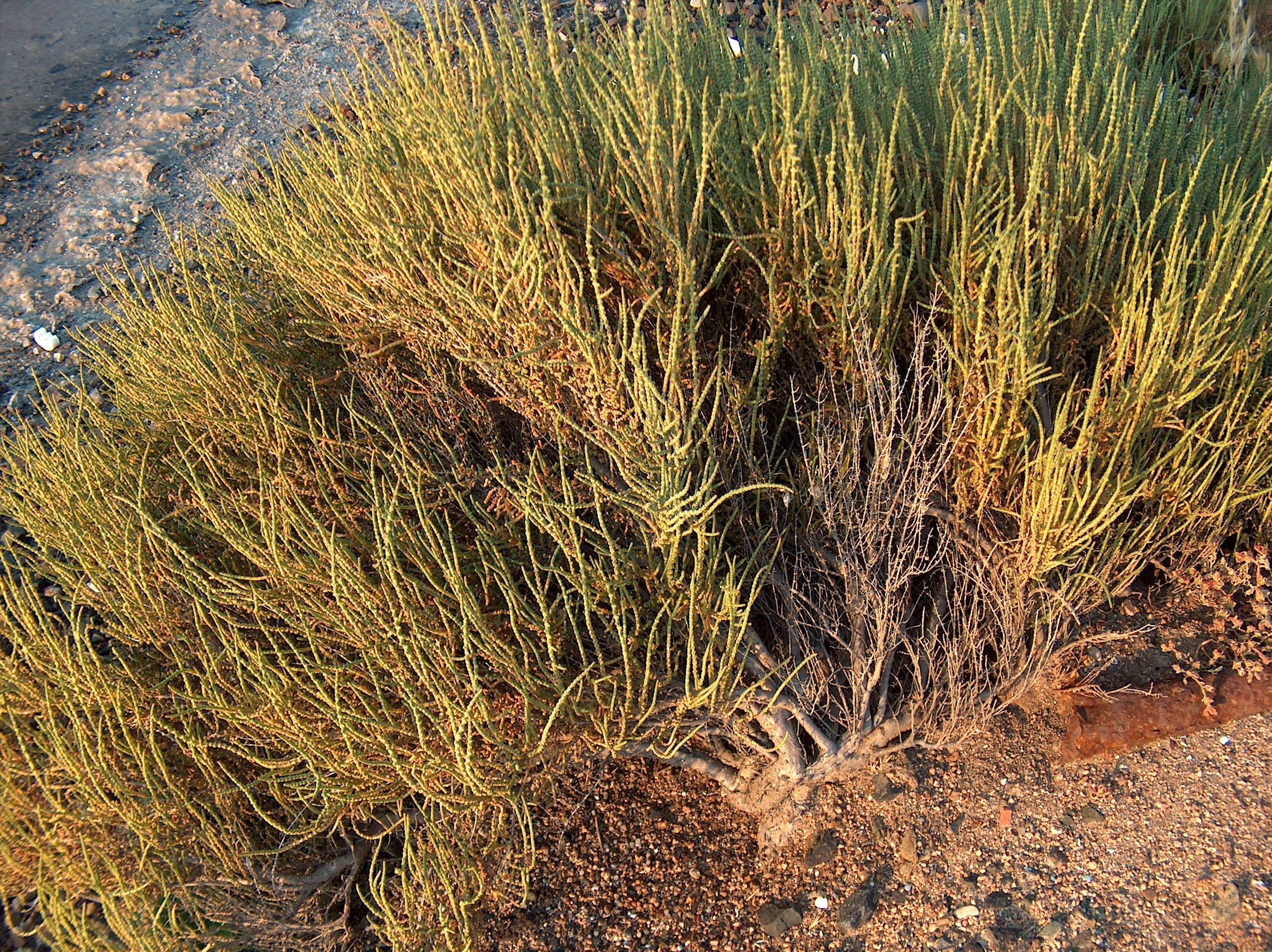
La Salicornia strobilacea (Halocnemum strobilaceum) è una tipica pianta alofita.

Le alofite sono piante dotate di adattamenti morfologici o fisiologici che ne permettono l'insediamento su terreni salini o alcalini, oppure in presenza di acque salmastre.
Concentrazioni di cloruro di sodio nel suolo superiori all'1% sono tossiche per la maggior parte delle piante. Le piante alofite, al contrario, per crescere in modo ottimale richiedono una concentrazione dell'1-2%.
Le proprietà generali di queste piante consistono nell'elevata resistenza alla siccità, nella capacità di assorbire l'acqua a potenziali molto bassi, di accumulare sali nei tessuti o di eliminarli con uno specifico apparato ghiandolare, di ridurre l'intensità della traspirazione e di resistere a cospicui assorbimenti di sodio.
I principali meccanismi di adattamento delle piante alofite all'elevata salinità sono tre:
1. Lo sviluppo di resistenza all'entrata del cloruro di sodio nella cellula (presente in varie specie di Artemisia);
2. L'accumulo del cloruro di sodio entro i vacuoli cellulari (tipico di molte specie di Chenopodiaceae: ne sono esempi la salsola e la salicornia);
3. L'eliminazione del cloruro di sodio mediante cellule secretrici presenti nel fusto e nelle foglie (utilizzata da varie specie di Limonium; un ulteriore esempio è dato dalle foreste di mangrovie).

Il loro habitat è rappresentato da suoli che, per fenomeni di risalita capillare o per inondazioni periodiche o permanenti, accumulano cloruro di sodio e altri sali neutri, oppure sali basici del sodio (carbonato e bicarbonato di sodio). Si rinvengono perciò nei deserti (in particolare quelli salati) e nelle zone umide costiere (stagni, paludi salmastre e lagune). Possono inoltre rientrare nella composizione della vegetazione psammofila, anche se non sono piante esclusive di queste associazioni.

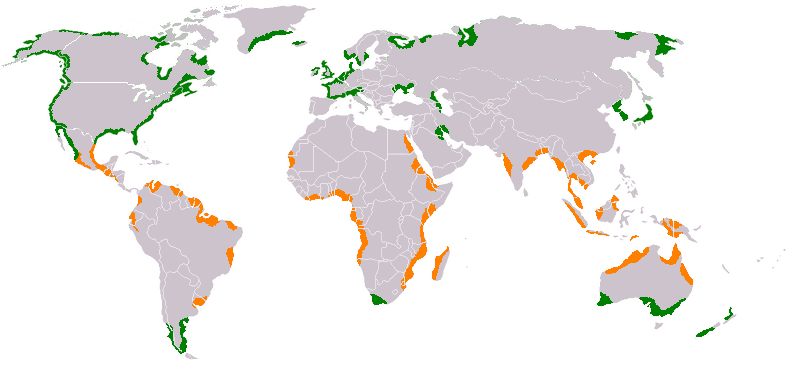
In arancione le foreste di mangrovie, in verde i prati di alofite